# Lahtisspelen
Lahtisspelen, finska: Salpausselän Kisat, är tävlingar i 
nordisk skidsport i Lahtis, Finland.  Tävlingarna hade premiär 1923 på initiativ av Lauri "Tahko" Pihkala då Finlands Anton Collin vunnit Holmenkollens femmil 1922.
Tävlingar hålls i längdskidåkning, backhoppning och nordisk kombination.